# Riccardo Paciocco
Riccardo Paciocco (Caracas, 25 de março de 1961) é um ex-futebolista e treinador de futebol ítalo-venezuelano que atuava como atacante.
Fez toda sua carreira em clubes italianos, atuando com maior destaque por Lecce (2 passagens), Pisa e Reggina (onde chegou a fazer um gol de letra após uma cobrança de pênalti, em 1989), além de ter uma rápida passagem pelo Milan, em 1983. Vestiu também as camisas de Rosetana, Teramo e Jesi, encerrando a carreira em 1992. Voltaria aos gramados em 1998, no Vacri (equipe amadora da região dos Abruzos), onde também exerceria a função de técnico até 2000, quando aposentou-se em definitivo como jogador, tendo feito 56 gols em 317 partidas oficiais.
Antes de voltar a jogar, Paciocco treinou o Miglianico entre 1997 e 1998, comandando também Val di Sangro, Adriano Flacco GT, Ripa Teatina, Ortona e Guardiagrele. Sua última experiência como técnico foi nas categorias de base do Chieti, na temporada 2010–2011.

## Títulos
Lecce
- Campeonato Italiano de Futebol - Série B: 1984–85

Pisa
- Copa Mitropa: 1987–88